# 無稜海龍屬
無稜海龍屬，為輻鰭魚綱棘背魚目海龍科的其中一屬。

## 下属物种
- 紅海無稜海龍（Lissocampus bannwarthi）
- 多環無稜海龍（Lissocampus caudalis）
- 澳洲無稜海龍（Lissocampus fatiloquus）
- 新西蘭無稜海龍（Lissocampus filum）
- 橫帶無稜海龍（Lissocampus runa）